# Rusko-turška vojna (1787–1792)
Rusko-turška vojna (1787-1792) je bila neuspel poskus Omanskega cesarstva, da bi ponovno osvojilo ozemlje, ki ga je izgubilo v prejšnji rusko-turški vojni (1768–1774). Vojna je potekala sočasno z avstrijsko-turško vojno (1788–1791).

## Ozadje
Maja in junija 1787 je Katarina II. Ruska v spremstvu svojega zaveznika, svetega rimskega cesarja Jožefa II., opravila zmagovito potovanje po Novi Rusiji in priključenem Krimu Ti dogodki, govorice o Katarininem grškem načrtu in trenja, ki so nastala zaradi medsebojnih očitkov o kršitvah Kučukkajnarškega mirovnega sporazuma, s katerim se je končala prejšnja vojna, so razburjali istanbulsko javno mnenje, britanski in francoski veleposlaniki pa so brezpogojno podprli osmansko vojno stranko.

## Vojna
Leta 1787 so Osmani zahtevali, da se  Rusi umaknejo s Krima in se odrečejo svojim posestim okoli Črnega morja, kar je Rusija doživljala kot casus belli. Rusija je 19. avgusta 1787 napovedala vojno Osmanskemu cesarstvu, Osmani pa so aretirali ruskega veleposlanika Jakova Bulgakova. Osmanske priprave na vojno so bile pomanjkljive. Slabo izbran je bil tudi njen začetek, saj sta bili Rusija in Avstrija zdaj zaveznici.
Osmansko cesarstvo je vojno začelo z napadom na trdnjavi blizu Kinburna v južni Ukrajini. Ruski general Aleksander Suvorov je septembra in oktobra 1787 odbil osmanska napada z morja in obranil Krim.  V Moldaviji je ruska vojska osvojila osmanski mesti Hotin in Iași. 6. decembra sta kneza Grigorij Potemkin in Aleksander Suvorov po šestmesečnem obleganju osvojila tudi Očakov ob izlivu Dnepra. Vse meščane Očakova so na Potemkinov ukaz pobili.
Osmansko cesarstvo, ki je v vojni z Rusi doživelo niz porazov,  je imelo proti avstrijski vojski pod poveljstvom Jožefa II.  v Srbiji in Transilvaniji nekaj uspehov.
Do leta 1789 so ruske in avstrijske sile izrinile osmansko vojsko iz Moldavije. Stanje se je še poslabšalo, ko so Rusi pod Suvorovom 1. avgusta pri Fokšaniju premagali osmansko vojsko pod poveljstvom Koča Osman Paše. Sledila je ruska zmaga 22. septembra pri Rimniku. Suvorov je po zmagi dobil naslov rimniškega grofa. Osmani so utrpeli velike izgube tudi v boji z Avstrijci  pod generalom Gideonom E. von Laudonom, ko so poskušali napasti Bosno. Avstrijci so v protinapadu osvojili Beograd.
Osmansko vojsko je dodatno izčrpala vstaja v Grčiji in jo prisilila na sklenitev premirja z Avstrijci. Rusi so medtem  nadaljevali z ofenzivo. Suvorov je decembra 1790 osvojil domnevno "neosvojljivo" osmansko trdnjavo Ismail na vhodu v Donavo. Suvorov je po zmagi krenil na Konstantiopel (zdaj Istanbul) v upanju, da bodo Rusi  lahko ustanovili krščansko cesarstvo.
Dokončni poraz osmanske vojske pri Mačinu 9. julija 1791 je skupaj z ruskimi pomisleki glede vstopa Prusije v vojno privedel do sklenitve premirja, podpisanega 31. julija 1791.
Rusko zmago so zasenčili pokoli civilnega prebivalstva. Pojavile so se obtožbe, da je bil Suvorov med obleganjem Očakova pijan. Nenehne govorice o njegovih dejanjih so se razširile in krožile do te mere, da so Suvorova leta 1791 prestavili na Finsko.

## Posledice
Mirovni sporazum, sklenjen v Iașiju 9. januarja 1792, je priznal rusko aneksijo Krimskega kanata iz leta 1783. Rusija je pridobila tudi Jedisan (Odesa in Očakov), Dnester pa je postal mejna reka Ruskega cesarstva z Evropo. Meja z Azijo na reki Kuban je ostala nespremenjena. Cilj osmanske vojne za povrnitev Krima ni bil dosežen. Če ne bi bilo francoske revolucije, bi bilo stanje Osmanskega cesarstva lahko še veliko slabše.